# Cantonul Dijon-4
Cantonul Dijon-4 este un canton din arondismentul Dijon, departamentul Côte-d'Or, regiunea Burgundia, Franța.

## Comune
| Comune  | Populație (1999) | Cod poștal | Cod INSEE |
| ------- | ---------------- | ---------- | --------- |
| Chenôve | 7 772 (1)        | 21300      | 21166     |
| Dijon   | 9 298 (1)        | 21000      | 21231     |